# Nanocladius
Nanocladius is een muggengeslacht uit de familie van de Dansmuggen (Chironomidae).

## Soorten
- N. alternantherae Dendy and Sublette, 1959
- N. anderseni Saether, 1977
- N. balticus (Palmen, 1959)
- N. branchicolus Saether, 1977
- N. crassicornus Saether, 1977
- N. dichromus (Kieffer, 1906)
- N. distinctus (Malloch, 1915)
- N. downesi (Steffan, 1965)
- N. incomptus Saether, 1977
- N. mallochi Sublette, 1970
- N. minimus Saether, 1977
- N. parvulus (Kieffer, 1909)
- N. rectinervis (Kieffer, 1911)
- N. sordens (Johannsen, 1905)
- N. spiniplenus Saether, 1977